# Чентро Тре Канеле Барбабијанка (Рим)
Чентро Тре Канеле Барбабијанка је насеље у Италији у округу Рим, региону Лацио.
Према процени из 2011. у насељу је живело 37 становника. Насеље се налази на надморској висини од 22 м.